# Pływanie na Letnich Igrzyskach Olimpijskich 1948 – 1500 m stylem dowolnym mężczyzn
1500 m stylem dowolnym mężczyzn – jedna z konkurencji pływackich rozgrywanych podczas XIV Igrzysk Olimpijskich w Londynie. Eliminacje odbyły się 5 sierpnia, półfinały 6 sierpnia, a finał 7 sierpnia 1948 roku.
Mistrzem olimpijskim został Amerykanin Jimmy McLane, uzyskując czas 19:18,5. Srebro wywalczył John Marshall z Australii (19:31,3). Brązowy medal zdobył reprezentant Węgier György Mitró (19:43,2).

## Rekordy
Przed zawodami rekord świata i rekord olimpijski wyglądały następująco:
| Rekord            | Zawodnik        | Czas    | Miejsce     | Data             |       |
| ----------------- | --------------- | ------- | ----------- | ---------------- | ----- |
| Rekord świata     | Tomikatsu Amano | 18:58,8 | Tokio       | 10 sierpnia 1938 | [ 1 ] |
| Rekord olimpijski | Kusuo Kitamura  | 19:12,4 | Los Angeles | 13 sierpnia 1932 | [ 2 ] |

## Wyniki

### Eliminacje
Do półfinałów zakwalifikowało się dwóch najlepszych pływaków z każdego wyścigu oraz pozostałych czterech zawodników z najlepszymi czasami.

#### Wyścig eliminacyjny 1
| Miejsce | Zawodnik            | Państwo           | Czas    | Uwagi |
| ------- | ------------------- | ----------------- | ------- | ----- |
| 1.      | Bill Heusner        | Stany Zjednoczone | 20:29,6 | Q     |
| 2.      | Ferenc Vörös        | Węgry             | 20:31,9 | Q     |
| 3.      | Jack Wardrop        | Wielka Brytania   | 20:43,0 |       |
| 4.      | Angel Maldonado     | Meksyk            | 20:47,2 |       |
| 5.      | Adolfo Mancuso      | Argentyna         | 21:16,7 |       |
| 6.      | Vanja Illić         | Jugosławia        | 21:17,0 |       |
| 7.      | Anwar Aziz Chaudhry | Pakistan          | 25:37,4 |       |

#### Wyścig eliminacyjny 2
| Miejsce | Zawodnik        | Państwo           | Czas    | Uwagi |
| ------- | --------------- | ----------------- | ------- | ----- |
| 1.      | Jimmy McLane    | Stany Zjednoczone | 20:17,7 | Q     |
| 2.      | Jack Hale       | Wielka Brytania   | 20:31,9 | Q     |
| 3.      | Rolf Kestener   | Brazylia          | 20:36,3 | q     |
| 4.      | Joseph Reynders | Belgia            | 21:23,1 |       |
| 5.      | Janko Puhar     | Jugosławia        | 21:45,1 |       |

#### Wyścig eliminacyjny 3
| Miejsce | Zawodnik          | Państwo         | Czas    | Uwagi |
| ------- | ----------------- | --------------- | ------- | ----- |
| 1.      | Marijan Stipetić  | Jugosławia      | 20:10,1 | Q     |
| 2.      | Donald Bland      | Wielka Brytania | 20:13,9 | Q     |
| 3.      | Sambiao Basanung  | Filipiny        | 21:05,9 |       |
| 4.      | Alejandro Febrero | Hiszpania       | 21:15,9 |       |
| 5.      | Doug Gibson       | Kanada          | 21:25,6 |       |
| 6.      | Bimal Chandra     | Indie           | 22:52,9 |       |
| 7.      | Philip Tribley    | Bermudy         | 22:56,6 |       |

#### Wyścig eliminacyjny 4
| Miejsce | Zawodnik              | Państwo   | Czas    | Uwagi |
| ------- | --------------------- | --------- | ------- | ----- |
| 1.      | György Csordás        | Węgry     | 20:06,8 | Q     |
| 2.      | Per-Olof Östrand      | Szwecja   | 20:19,8 | Q     |
| 3.      | Luis González         | Kolumbia  | 20:40,6 | q     |
| 4.      | Isidoro Martínez-Vela | Hiszpania | 21:13,7 |       |
| 5.      | César Borja           | Meksyk    | 21:15,8 |       |
| 6.      | Garrick Agnew         | Australia | 21:40,1 |       |
| 7.      | Allen Gilchrist       | Kanada    | 23:00,6 |       |

#### Wyścig eliminacyjny 5
| Miejsce | Zawodnik        | Państwo           | Czas    | Uwagi |
| ------- | --------------- | ----------------- | ------- | ----- |
| 1.      | John Marshall   | Australia         | 20:01,1 | Q     |
| 2.      | Forbes Norris   | Stany Zjednoczone | 20:21,0 | Q     |
| 3.      | Jo Bernardo     | Francja           | 20:34,8 | q     |
| 4.      | Luis Child      | Kolumbia          | 20:47,0 |       |
| 5.      | Juan Garay      | Argentyna         | 21:33,2 |       |
| 6.      | Jesús Domínguez | Hiszpania         | 21:33,5 |       |
| 7.      | Derek Oatway    | Bermudy           | 21:55,1 |       |

#### Wyścig eliminacyjny 6
| Miejsce | Zawodnik          | Państwo           | Czas    | Uwagi |
| ------- | ----------------- | ----------------- | ------- | ----- |
| 1.      | György Mitró      | Węgry             | 20:15,0 | Q     |
| 2.      | Miroslav Bartůšek | Czechosłowacja    | 20:19,4 | Q     |
| 3.      | Florbel Pérez     | Urugwaj           | 20:20,2 | q     |
| 4.      | Don Johnston      | Południowa Afryka | 20:41,8 |       |
| 5.      | Ramón Bravo       | Meksyk            | 20:45,5 |       |
| 6.      | René Cornu        | Francja           | 21:01,6 |       |

### Półfinały
Do finału zakwalifikowało się trzech najlepszych pływaków z każdego wyścigu oraz pozostałych dwóch zawodników z najlepszymi czasami.

#### Półfinał 1
| Miejsce | Zawodnik          | Państwo           | Czas      | Uwagi |
| ------- | ----------------- | ----------------- | --------- | ----- |
| 1.      | John Marshall     | Australia         | 19:53,8   | Q     |
| 2.      | György Mitró      | Węgry             | 20:06,5   | Q     |
| 3.      | Marijan Stipetić  | Jugosławia        | 20:12,9   | Q     |
| 4.      | Bill Heusner      | Stany Zjednoczone | 20:23,9   | q     |
| 5.      | Florbel Pérez     | Urugwaj           | 20:32,6   |       |
| 6.      | Miroslav Bartůšek | Czechosłowacja    | 20:32,9   |       |
| 7.      | Rolf Kestener     | Brazylia          | 20:44,6   |       |
| 8. !    | Jack Hale         | Wielka Brytania   | 99:99,9 ! | DNS   |

#### Półfinał 2
| Miejsce | Zawodnik         | Państwo           | Czas      | Uwagi |
| ------- | ---------------- | ----------------- | --------- | ----- |
| 1.      | Jimmy McLane     | Stany Zjednoczone | 19:52,2   | Q     |
| 2.      | György Csordás   | Węgry             | 20:06,6   | Q     |
| 3.      | Forbes Norris    | Stany Zjednoczone | 20:09,3   | Q     |
| 4.      | Donald Bland     | Wielka Brytania   | 20:19,8   | q     |
| 5.      | Jo Bernardo      | Francja           | 20:25,5   |       |
| 6.      | Ferenc Vörös     | Węgry             | 20:31,4   |       |
| 7.      | Luis González    | Kolumbia          | 20:41,6   |       |
| 8. !    | Per-Olof Östrand | Szwecja           | 99:99,9 ! | DNS   |

## Finał
| Miejsce | Zawodnik         | Państwo           | Czas    | Uwagi |
| ------- | ---------------- | ----------------- | ------- | ----- |
| 1. !    | Jimmy McLane     | Stany Zjednoczone | 19:18,5 |       |
| 2. !    | John Marshall    | Australia         | 19:31,3 |       |
| 3. !    | György Mitró     | Węgry             | 19:43,2 |       |
| 4.      | György Csordás   | Węgry             | 19:54,2 |       |
| 5.      | Marijan Stipetić | Jugosławia        | 20:10,7 |       |
| 6.      | Forbes Norris    | Stany Zjednoczone | 20:18,8 |       |
| 7.      | Donald Bland     | Wielka Brytania   | 20:19,8 |       |
| 8.      | Bill Heusner     | Stany Zjednoczone | 20:45,4 |       |